# Suspensão telescópica invertida
A suspensão telescópica invertida é um modelo de suspensão dianteira usado em motocicletas conhecida também por UP Side Down. Este modelo de suspensão foi lançado na década de 1980 pela empresa chamada Simons. A principal diferença desta suspensão em relação às demais é o fato de estar de cabeça para baixo em relação as suspensões convencionais.
As suspensão telescópica invertida é mais leve na área próxima ao eixo da roda e mais resistente na região da mesa, proporcionando maior rigidez ao conjunto, em razão da maior área de contato com a mesa. Na parte inferior, o peso menor, que se move com a roda, permite maior absorção de impacto, menor esforço e maior deslizamento.

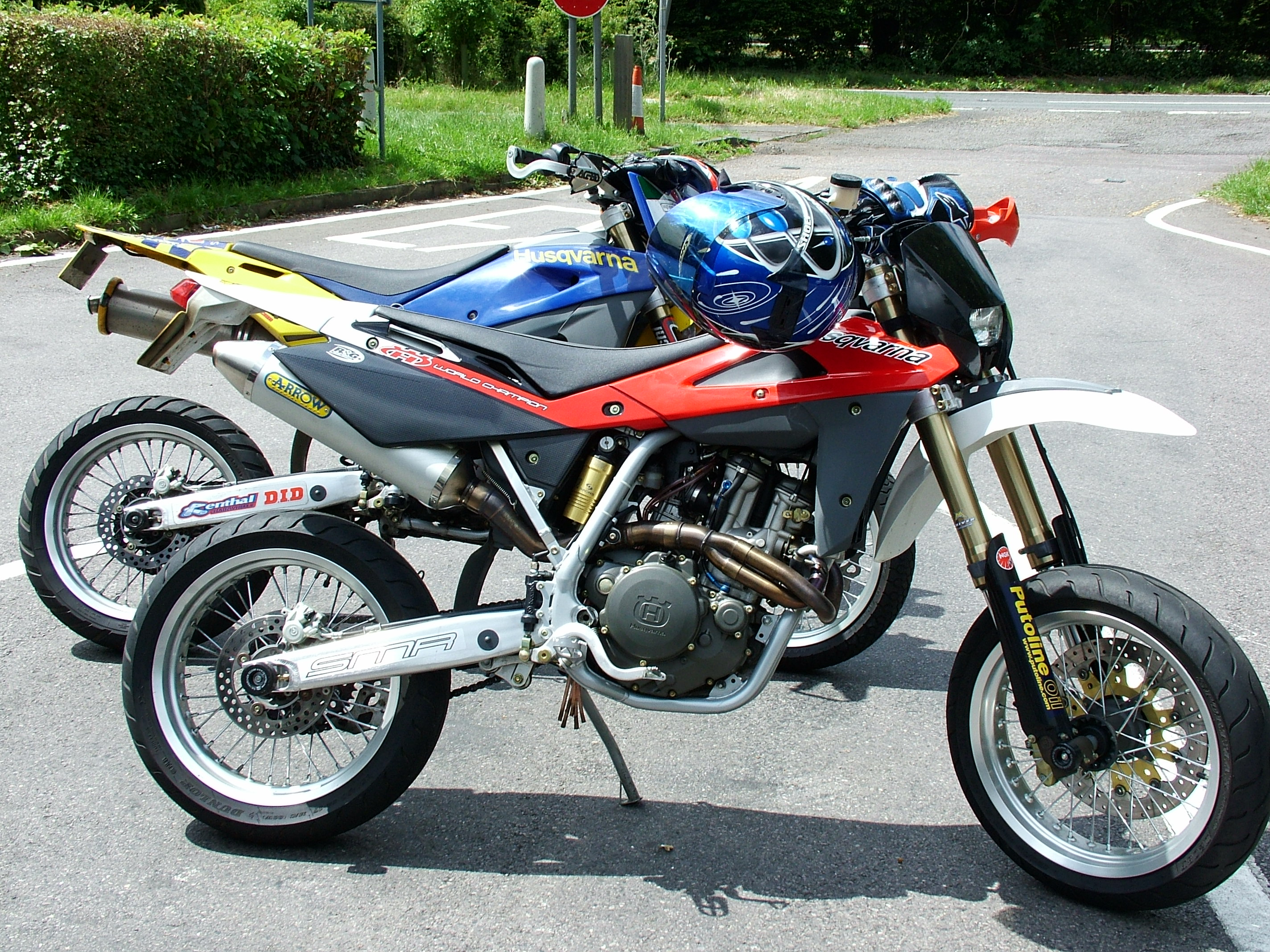
Husqvarna Supermotard usando suspensão telescópica invertida.